# La mañana de la ejecución de los streltsí
La mañana de la ejecución de los streltsí es un cuadro de Vasili Súrikov de 1881, que se conserva en la Galería Tretiakov, de Moscú.

## Tema de la obra
Súrikov fue el principal maestro de la pintura de historia de Rusia, estando particularmente interesado en los acontecimientos y en los personajes más trágicos y cruciales de la historia de este país. Este lienzo es el primero que Súrikov dedicó a este género pictórico.El cuerpo militar de los streltsí fue fundado a mediados del siglo XVI, como guardia de palacio. En 1698 estos guardias protagonizaron la llamada Revuelta de los Streltsí, contra Pedro I de Rusia, por quien fue sangrientamente reprimida.

## Historia de la obra
Surikov comenzó a trabajar en esta obra en diciembre de 1878. Visittó la Armería del Kremlin y el Museo de Historia de Moscú, estudiando los ropajes, abrigos de piel, uniformes militares y el armamento de finales del siglo XVII. Posiblemente conociera a Ivan Zabelin, especialista en la historia de Moscú. Todo ello le permitió realizar numerosos bocetos en el verano de 1879.  A principios de 1880, Surikov cayó enfermo de neumonía interrumpiendo su trabajo hasta el otoño. El lienzo se terminó a principios de 1881.
Durante este período, Súrikov trabó amistad con Iliá Repin, quien trabajaba en La gran duquesa Sofía en el convento de Novodévichi, lienzo también relacionado con la represión llevada a cabo por Pedro I. Repin le facilitó modelos para algunos personajes, y le aconsejó que representara un streltsí ahorcado, figura después suprimida a instancias de Pável Tretiakov.

## Análisis de la obra

### Datos técnicos y registrales
- Moscú, Galería Tretiakov, n º. de catálogo: 775.
- Pintura al óleo sobre lienzo;
- Datación: 1881;
- Dimensiones: 218 x 379 cm.

### Descripción de la obra
Este lienzo representa el momento que precede a la ejecución de los streltsí, Aunque no se ve ni una gota de sangre, los soldados, los patíbulos, y los cuervos revoloteando por encima, recuerdan este hecho.
La acción tiene lugar en la Plaza Roja —sin pavimentar, con charcos de agua y surcos de ruedas— ante los muros del Kremlin y la catedral de san Basilio. En el cielo, una franja amarilla anuncia el amanecer, difuminando los contornos de los edificios y de las figuras.
En lugar de tener un único punto focal, la composición se divide en varias secuencias interconectadas, con personajes individualizados que muestran toda una gama de emociones. En la parte izquierda, cada uno de los condenados —sacados sobre carros— es el foco de un grupo de parientes y guardias. Los streltsí muestran una inflexible obstinación, mientras sus familias manifiestan desesperación y dolor. Los condenados portan velas, que señalan la respectiva inminencia de su muerte, ya que una vela arde, la mecha de otra humea, mientras otra está ya apagada y yace en el suelo.
En contraste con la confusa y desaliñada multitud de la izquierda, en parte la derecha están representados, junto a la muralla del Kremlin —alineados y con uniforme europeizado— los guardias del séquito de Pedro I, . El propio zar —montado a caballo— revisa los preparativos de la ejecución. El pintor representa el choque entre dos fuerzas irreconciliables: la antigua Rusia representada por los streltsi y los nuevos regimientos, afirmando la naciente Rusia europeizada.